# Naaldkreeftjes
Naaldkreeftjes (Tanaidacea) is een orde van de Peracarida, die op zijn beurt een van de zes superordes is waarin de klasse Malacostraca wordt onderverdeeld. Er zijn ongeveer 940 soorten naaldkreeftjes beschreven.

## Anatomie
Naaldkreeftjes zijn meestal klein (2 tot 5 mm lang), maar volwassen dieren kunnen variëren van 0,5 tot 120 mm. De twee eerste somieten van de thorax zijn vergroeid en vormen de carapax. Het eerste paar pereopoden is chelaat. Ze bezitten verder zes vrije thoracale somieten (pereon), vijf abdominale somieten (pleon) voorzien van pleopoden en een pleotelson met één paar terminale of subterminale uropoden.

## Ecologie
Tanaidacea zijn hoofdzakelijk marien, maar enkele soorten worden ook in estuaria of zoetwater-kusthabitats gevonden. Verschillende soorten naaldkreeftjes leven in extreem diep water (sommige soorten zelfs meer dan 9000 meter diep). Op deze grote diepte, waar de waterdruk enorm is, vertegenwoordigen ze dan vaak de meest algemene en diverse fauna.

## In België
Drie soorten naaldkreeftjes komen voor in het Belgische deel van de Noordzee: Pseudoparatanais batei, Tanais dulongii en Tanaissus lilljeborgi.

## Taxonomie
De volgende taxa zijn bij de orde ingedeeld:
- Onderorde Anthracocaridomorpha
  - Familie Anthracocarididae Brooks, 1962 emend. Schram, 1979 †
  - Familie Niveotanaidae Polz, 2005
- Onderorde Apseudomorpha
  - Superfamilie Apseudoidea Leach, 1813
    - Familie Apseudellidae Gutu, 1972
    - Familie Apseudidae Leach, 1813
    - Familie Gigantapseudidae Kudinova-Pasternak, 1978
    - Familie Kalliapseudidae Lang, 1956
    - Familie Metapseudidae Lang, 1970
    - Familie Numbakullidae 
    - Familie Pagurapseudidae Lang, 1970
    - Familie Pagurapseudopsididae Gutu, 2006
    - Familie Parapseudidae Gutu, 1981
    - Familie Sphaeromapseudidae Larsen, 2011
    - Familie Sphyrapodidae Gutu, 1980
    - Familie Tanzanapseudidae Bacescu, 1975
    - Familie Whiteleggiidae Gutu, 1972

  - Superfamilie Cretitanaoidea Schram, Sieg, Malzahn, 1983
    - Familie Cretitanaidae Schram, Sieg & Malzahn, 1986

  - Superfamilie Jurapseudoidea Schram, Sieg & Malzahn, 1986
    - Familie Jurapseudidae Schram, Sieg & Malzahn, 1986
    - Familie Jurapseudoidea incertae sedis
- Onderorde Tanaidomorpha
  - Familie Alavatanaidae Vonk & Schram, 2007
  - Superfamilie Neotanaoidea Sieg, 1980
    - Familie Neotanaidae Lang, 1956

  - Superfamilie Paratanaoidea Lang, 1949
    - Familie Agathotanaidae Lang, 1971
    - Familie Akanthophoreidae Sieg, 1986
    - Familie Anarthruridae Lang, 1971
    - Familie Colletteidae Larsen & Wilson, 2002
    - Familie Cryptocopidae Sieg, 1977
    - Familie Heterotanoididae Bird, 2012
    - Familie Leptocheliidae Lang, 1973
    - Familie Leptognathiidae Lang, 1976
    - Familie Mirandotanaidae Blazewicz-Paszkowycz & Bamber, 2009
    - Familie Nototanaidae Sieg, 1976
    - Familie Paratanaidae Lang, 1949
    - Familie Paratanaoidea incertae sedis 
    - Familie Pseudotanaidae Sieg, 1976
    - Familie Pseudozeuxidae Sieg, 1982
    - Familie Tanaellidae Larsen & Wilson, 2002
    - Familie Tanaissuidae Bird & Larsen, 2009
    - Familie Tanaopsidae Błażewicz-Paszkowycz & Bamber, 2012
    - Familie Teleotanaidae Bamber, 2008
    - Familie Typhlotanaidae Sieg, 1986

  - Superfamilie Tanaoidea Dana, 1849
    - Familie Tanaidae Dana, 1849